# Goin' Solo - Celebrating 60 Years in Jazz Guitar
Goin' Solo - Celebrating 60 Years in Jazz Guitar è un album di Sergio Coppotelli.

## Tracce
1. Sweet And Lonely Waltz
2. Cherokee
3. Autumn Leaves
4. So What
5. Contrast Time
6. Stella By Starlight
7. Yesterday
8. Sophisticated Lady
9. Dinner Bluesette
10. L'Esplanada
11. Summer Dream / Autumn Leaves

## I musicisti
- Sergio Coppotelli: chitarra
- Jim Hall: chitarra